# Ophiocreas lumbricus
Ophiocreas lumbricus är en ormstjärneart som beskrevs av George Richard Lyman 1879. Ophiocreas lumbricus ingår i släktet Ophiocreas och familjen Asteroschematidae. Inga underarter finns listade i Catalogue of Life.